# Harpactea konradi
Harpactea konradi là một loài nhện trong họ Dysderidae.
Loài này thuộc chi Harpactea. Harpactea konradi được miêu tả năm 2009 bởi Lazarov.